# Aurelianus
Lucius Domitius Aurelianus (9 september 214/215 - september/oktober 275), kortweg Aurelianus genoemd, was een Romeins keizer van 270 tot september/oktober 275 en de tweede in een rij van verscheidene succesvolle "soldatenkeizers" die het Romeinse Rijk hielpen zijn macht te herwinnen aan het eind van de 3e en het begin van de 4e eeuw n.Chr. Hij was een succesvol generaal en het was voor een groot deel aan hem te danken dat het rijk niet verder in elkaar zakte.
Tijdens zijn regering werd het rijk, na vijftien jaar aan opstanden, het verlies van twee derde van zijn territorium aan separatistische rijken (het Palmyreense Rijk in het oosten en het Gallische keizerrijk in het westen) en verwoestende invallen van de Goten, herenigd. Zijn successen zouden het einde inluiden van de crisis van de derde eeuw, waardoor men hem de titel Restitutor Orbis ("Hersteller van de Wereld") gaf. Hoewel Domitianus de eerste keizer was die had geëist om officieel te worden aanroepen als dominus et deus ("meester en god"), doken deze titels tot voor de regering van Aurelianus nooit in geschreven vorm op in officiële documenten.

## Geboorte en opkomst naar de macht
Lucius Domitius Aurelianus werd op 9 september 214 of 215 geboren in Dacia ripensis of Sirmium (Pannonia) in een obscure provinciale familie. Zijn vader was een colonus of pachter van een senator, Aurelius genaamd, die zijn naam aan Aurelianus' familie gaf. Zijn moeder zou echter een priesteres van Sol Invictus zijn geweest.
Aurelianus begon kort na de dood van Alexander Severus (235) – aldus de Historia Augusta - zijn militaire carrière en zou door zowel zijn intelligentie als zijn fysieke kracht al snel de sociale ladder beklimmen. Het was in het leger dat hij zijn bijnaam manu ad ferrum (hand op het zwaard) zou krijgen. Hoe zijn carrière ook mag zijn verlopen, het staat vast dat hij zich wist op te werken als rechterhand en dux equitum (leider van de cavalerie) van keizer Gallienus. In 268 wist zijn cavalerie de sterke cavalerie van de Gothen in de slag bij Naissus het hoofd te bieden en aldus "de rug te breken" van wat mogelijk de gevaarlijkste inval was in het rijk sinds die van Hannibal Barkas, bijna vijf eeuwen eerder. Volgens Aurelius Victor was Aurelianus de aanstichter van de samenzwering tegen Gallienus (268), terwijl anderen hem in dit verband onvermeld laten, maar wel stellen dat hij Claudius II steunde bij zijn aanspraken op het purper.
Twee jaar later, toen Claudius aan de pest bezweken was, greep diens broer Quintillus de macht met de steun van de senaat. Typisch voor de crisis van de derde eeuw, weigerde het leger de nieuwe keizer te erkennen en gaf er de voorkeur aan een van de legerleiders naar voren te schuiven: Aurelianus werd in september 270 door de legioenen in Sirmium uitgeroepen tot keizer. Aurelianus versloeg Quintillus' troepen en werd na Quintillus' dood door de senaat erkend als keizer. De bewering dat Aurelianus door Claudius op diens sterfbed was aangewezen als opvolger is duidelijk latere propaganda. Waarschijnlijk in 272, plaatste Aurelianus zijn eigen dies imperii (dag van (het aannemen van) het imperium) op de dag van Claudius' dood, hiermee impliciet Quintillus beschouwend als een usurpator.
Nu hij zijn machtsbasis had gevestigd, kon hij zijn aandacht richten op Romes grootste problemen: het heroveren van de enorme gebieden die in de twee voorgaande jaren verloren waren gegaan en het hervormen van de res publica (staat).

## Herstel van het Romeinse Rijk

Het Imperium Romanum in 271 n.Chr., voor de herovering door Aurelianus van de gebieden verloren aan het Gallische keizerrijk van Postumus en het Palmyreense Rijk van Zenobia.

Aanvankelijk zat het niet mee. De Alamannen vielen voortdurend aan en in 271 brachten zij de Romeinen bij Placentia een grote nederlaag toe. De keizer kon de Alemannen echter al spoedig daarna verslaan in de Slag bij Fano en vervolgens geheel vernietigen in de Slag bij Pavia. Niettemin was Rome kennelijk minder veilig dan het lange tijd geweest was en een deel van de Alamannen, de Juthungen, mogelijk de voorgangers van de Sueven, hadden de Romeinen zelfs een schatting opgelegd, dus Aurelianus liet een grote stadsmuur bouwen, die naar hem de Aureliaanse Muur genoemd is. Zijn indirecte voorganger Claudius Gothicus had in 268 of 269 de invasie van de Goten al grotendeels tot staan gebracht. Aurelianus maakte dit werk af. In nieuwe veldtochten werden de Goten zodanig verslagen dat zij een eeuw lang geen bedreiging meer vormden. Aurelianus verdreef bovendien de Vandalen uit Pannonië, maar besloot het hierbij te laten, omdat hij besefte dat het buitengewest Dacië niet meer te verdedigen viel. Hij liet in 271 die provincie ontruimen en bracht zijn troepen met de Romeinse kolonisten over naar de zuidelijke oever van de Donau. Alle gebieden ten noorden van de Donau en ten oosten van de Rijn werden voorgoed opgegeven.
De westelijke provincies in Gallië en het Iberisch Schiereiland waren al sinds de opstand van Postumus in 260 een apart Gallisch keizerrijk, dat nu in handen van Tetricus I was, maar deze verliet zijn eigen troepen en onderwierp zich aan de Romeinen. Ook in het oosten wist de keizer een eind te maken aan de opstand van Zenobia uit Palmyra. Daarmee was het Romeinse rijk weer grotendeels verenigd, al was het met enig verlies van grondgebied.

## Hervormingen

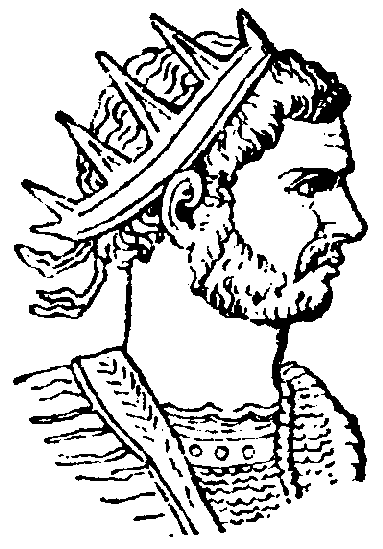
Aurelianus met zonnekroon

Financieel was het nog steeds een chaos. Er was gierende inflatie en er was zelfs een opstand van de muntmeesters geweest. De antoninianus bevatte vrijwel geen zilver meer. Aurelianus hervormde daarom het muntsysteem.
Hij voerde de aurelianianus in, die een verbeterde versie van de antoninianus was. Hij probeerde ook een aanzet te geven in de richting van een staatsreligie door de cultus van Sol Invictus, de zonnegod, te bevorderen.

## Dood
Hij bereidde een veldtocht in het oosten voor en had een aantal stammen uit de Kaukasus weten te bewegen Atropatene binnen te vallen. Het Perzische Rijk onder Bahram I stond er niet veel beter voor dan het Romeinse. Maar voor Aurelianus daar munt uit kon slaan, werd hij vermoord (275). Er volgde een kort interregnum op de dood van Aurelianus. Het is gesuggereerd - op basis van munten met haar beeltenis die werden geslagen na zijn dood - dat Aurelianus' vrouw Ulpia Severina in die periode feitelijk de touwtjes in handen zou hebben gehad. De senaat duidde Marcus Claudius Tacitus aan als zijn opvolger, wat ook de goedkeuring van het leger wegdroeg.

## Antieke bronnen
- (pseudo-)Aurelius Victor, De Caeribus, Epitome de Caesaribus.
- Eutropius, Breviarium historiae Romanae.
- Scriptores Historiae Augustae, Vita Divus Aurelianus, Vita Taciti.
- Zosimus, Historia Nova I.
- Zonaras, Epitome Historiarum XII.